# Anyphaena wuyi
Anyphaena wuyi là một loài nhện trong họ Anyphaenidae.
Loài này thuộc chi Anyphaena. Anyphaena wuyi được miêu tả năm 2005 bởi Zhang, Zhu & Da-xiang Song.